# Saint-Martin-Gimois
 Saint-Martin-Gimois  là một xã của tỉnh Gers, thuộc vùng Occitanie, tây nam nước Pháp.